# Matt Tolbert
Pour les articles homonymes, voir Tolbert.
Christopher Matthew Tolbert (né le 4 mai 1982 à McComb, Mississippi, États-Unis) est un joueur de champ intérieur qui évolue de 2008 à 2011 dans les Ligues majeures de baseball pour les Twins du Minnesota.

## Carrière
Après des études secondaires à la Centreville High School de Centreville (Mississippi), Matt Tolbert suit des études supérieures à l'université du Mississippi où il porte les couleurs des Ole Miss Rebels de 2001 à 2004. Il est nommé dans l'équipe 2002 Freshman All-American.
Tolbert est repêché une première fois le 3 juin 2003 par les Orioles de Baltimore. Il repousse l'offre et poursuit ses études. Tolbert rejoint les rangs professionnels à la suite du repêchage du 7 juin 2004 au cours de laquelle il est sélectionné par les Twins du Minnesota.
Il joue en Ligues mineures de 2004 à 2007 avec les Elizabethton Twins (2004, R), Fort Myers Miracle (2005-2006, A+), New Britain Rock Cats (2006, AA) et Rochester Red Wings (2007, AAA).

### Twins du Minnesota
Tolbert fait ses débuts en Ligue majeure le 1er avril 2008 avec les Twins du Minnesota et réussit son premier coup de circuit le 21 mai 2009.
Auteur d'un beau mois de septembre en 2009 avec une moyenne au bâton de 0,333, Tolbert s'impose comme titulaire dans le champ intérieur (3e but) lors des deux premières rencontres des séries éliminatoires. Tolbert se blesse lors de cette rencontre et est mis sur la liste des blessés avant le troisième et dernier match de la série jouée contre les Yankees de New York.
En 2011, il dispute son plus grand nombre de matchs (87) depuis son entrée dans les majeures, mais sa moyenne au bâton plafonne à seulement ,198.

### Cubs de Chicago
Il rejoint en janvier 2012 les Cubs de Chicago.

## Statistiques
| Saison | Équipe    | G   | AB  | R  | H  | 2B | 3B | HR | RBI | SB | BA   |
| ------ | --------- | --- | --- | -- | -- | -- | -- | -- | --- | -- | ---- |
| 2008   | Minnesota | 41  | 113 | 18 | 32 | 6  | 3  | 0  | 6   | 7  | .283 |
| 2009   | Minnesota | 71  | 198 | 28 | 46 | 7  | 1  | 2  | 19  | 6  | .232 |
| 2010   | Minnesota | 48  | 87  | 8  | 20 | 4  | 3  | 1  | 18  | 1  | .230 |
| Totaux | Totaux    | 160 | 398 | 54 | 98 | 17 | 7  | 3  | 43  | 14 | .246 |

| Saison | Équipe    | G | AB | R | H | 2B | 3B | HR | RBI | SB | BA   |
| ------ | --------- | - | -- | - | - | -- | -- | -- | --- | -- | ---- |
| 2009   | Minnesota | 2 | 5  | 0 | 1 | 0  | 0  | 0  | 0   | 0  | .200 |
| 2010   | Minnesota | 1 | 0  | 0 | 0 | 0  | 0  | 0  | 0   | 0  | -    |
| Totaux | Totaux    | 3 | 5  | 0 | 1 | 0  | 0  | 0  | 0   | 0  | .200 |

Note : G = Matches joués ; AB = Passages au bâton; R = Points ; H = Coups sûrs ; 2B = Doubles ; 3B = Triples ; 
HR = Coup de circuit ; RBI = Points produits ; SB = Buts volés ; BA = Moyenne au bâton.